# مسکن

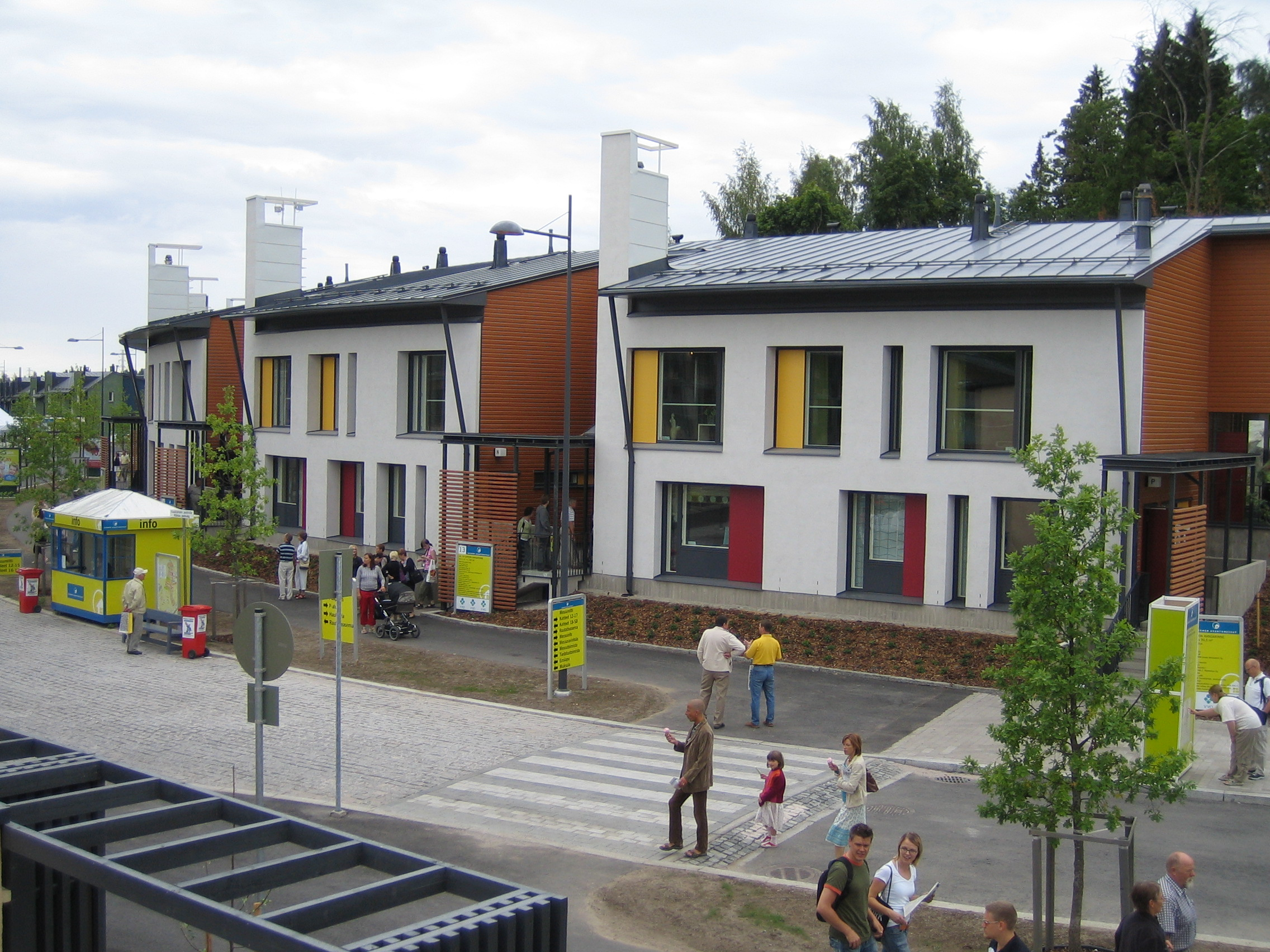
نمایشگاه مسکن در فنلاند

مسکن به مکانی با امکانات مکفی برای اقامت گفته می‌شود که یک یا چند خانوار به عنوان خانمان از آن استفاده کنند. خانه، آپارتمان، خانه سیار و خانه شناور انواع مسکن هستند. با افزایش جمعیت جهان، تأمین مسکن به یکی از مهم‌ترین دغدغه‌های اقتصادی-اجتماعی تبدیل شده‌است. بیشتر دولت‌ها دارای نهادی شبیه وزارت مسکن هستند و تلاش می‌کنند از طریق وام مسکن به تأمین مسکن برای شهروندان بپردازند.

## تأثیر بر سلامتی

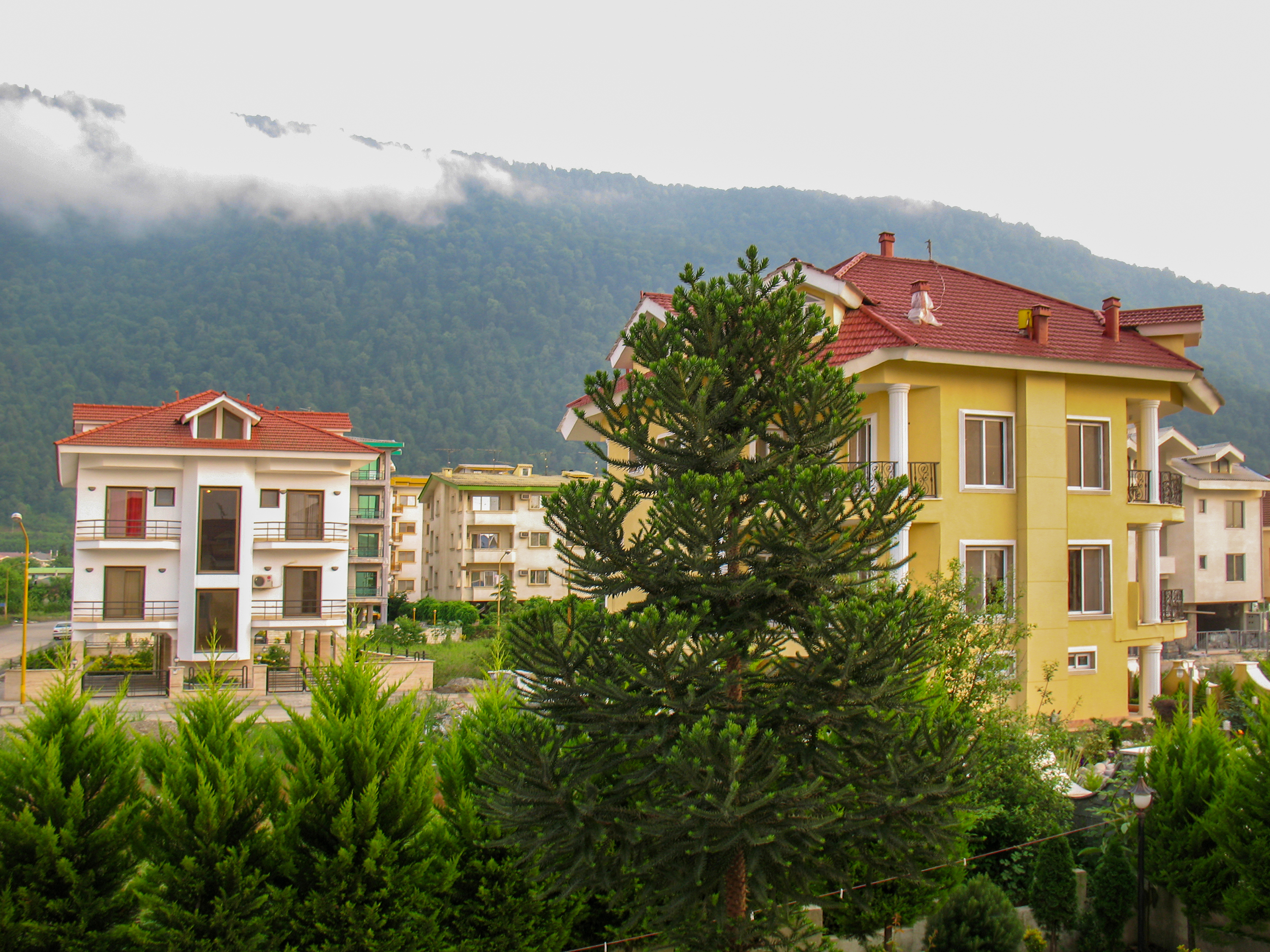
خانه های ویلایی مسکونی شهرک نمک آبرود، در استان مازندران، ایران

مسکن به عنوان یک تعیین کننده اجتماعی در سلامت شناخته می شود. کمبود مسکن یا مسکن بی‌کیفیت می‌تواند بر سلامت جسمی و روانی افراد تأثیر منفی بگذارد. ویژگی‌های مسکن که بر سلامت جسمی تأثیر منفی می گذارد شامل نم، قارچ، گرمایش ناکافی و ازدحام بیش از حد است. مسکن می‌تواند از طریق قرار گرفتن در معرض عوامل تشدیدکننده آسم یا سرب ، و از طریق صدمات ناشی از کمبودهای ساختاری بر سلامت کودکان تأثیر بگذارد (به عنوان مثال کمبود محافظ پنجره یا پوشش رادیاتور).

## مسکن کوچک‌مقیاس
تأمین «مسکن مناسب» بسته به شرایط بازار مسکن، وضعیت اقتصاد کلان، تحولات جمعیتی و میزان نیاز به مسکن، رویکرد حاکم بر دولت‌ها و ظرفیت درونی آنها متفاوت می‌باشد.
طبق اصل سی‌و‌یکم قانون اساسی، داشتن‏ مسکن‏ متناسب‏ با نیاز، حق‏ هر فرد و خانواده‏ ایرانی‏ است‏. 
اما متأسفانه بنا بر توضیحات بخش "تنظیم بازار زمین شهری" از طرح جامع مسکن سند راهبردی ـ اجرائی وزارت راه و شهرسازی، در دوره 1358-82 وزارت مسکن و شهرسازی 737 هزار هکتار زمین تملک کرده
است، در مقابل 38 هزار هکتار زمین مسکونی و 4 هزار هکتار زمین غیرمسکونی
واگذار کرده است.
«مسکن کوچک‌مقیاس» تلاشی برای خانه‌دار کردن طیف وسیع‌تری از جامعه بوده و شامل فضایی با حداقل امکانات و شرایط مناسب زیستی-سکونتی جهت رشد مادی و معنوی ساکنان است. همچنین مسکن کوچک‌مقیاس به معنای کوچکی اندازه‌ی فضای زیست با رعایت استانداردها و باکیفیت است و لزوما سعی در کاهش هزینه یا کیفیت (همانند مسکن حداقل) ندارد. آنچه خانه‌های کوچک را قابل سکونت می‌نماید، کیفیتی است که معمولا با واژگان کارا، جادار، بزرگ و دلباز توصیف می‌شود. در حال حاضر برخلاف موانع و چالش‌ها، این واحدها در کلان‌شهرهای کشورهایی مانند آمریکا، فرانسه، آلمان و انگلستان مورد پذیرش جوانان و سالمندان جامعه قرار گرفته و جایگاه مناسبی را در بازار عرضه و تقاضای مسکن دارند.

#### عوامل مؤثر بر کیفیت واحدهای آپارتمانی کوچک مقیاس
·        مقرون‌به‌صرفه بودن
·        محیط پیرامون و دسترسی
·        جایگاه معماری و خلاقیت
·        امنیت (فیزیکی و روانی)
·        تعداد همسایگان
·        نیازهای ساکنان و هنجارهای فضایی جامعه
·        سطح دانش عمومی و تخصصی
·        قوانین و ضوابط
·        بهره‌وری انرژی و محیط‌زیست (فضای سبز)